# Raport londyński
Raport londyński – dokument reformujący Europejską Współpracę Polityczną, przyjęty 13 października 1981 r. na spotkaniu ministrów spraw zagranicznych Wspólnoty Europejskiej w Londynie.
Konieczność zmian wynikała słabości i nieefektywności działań Wspólnoty na przełomie lat 70. i 80. XX w. Inicjatywa reform została podjęta przez Wielką Brytanię i zaowocowała debatami, wskutek których przyjęto Raport londyński. Na mocy jego postanowień utworzony został Sekretariat Trójki, a Komisja Wspólnot Europejskich uzyskała wpływ na wszelkiego rodzaju kwestie związane z EWP. Większe znaczenie zyskała także prezydencja, w szczególności odnośnie do relacji zagranicznych. Oprócz tego postanowiono, że sprawy związane z bezpieczeństwem zostaną włączone do problematyki EWP, z wyjątkiem kwestii obronnych, gdyż na to nie zgodziła się Irlandia. Państwa członkowskie zostały również zobowiązane do konsultowania się z partnerami przed przyjęciem ostatecznego stanowiska lub wystąpieniem z inicjatywą narodową we wszystkich ważnych kwestiach polityki zagranicznej, które są przedmiotem zainteresowania Dziesiątki jako całości. Brak sposobu egzekwowania tego zapisu sprawił jednak, że nie miał on pełnego wpływu na działania Wspólnoty i jego wykonywanie zależało tylko od dobrej woli państw członkowskich. Raport londyński wprowadził również procedurę kryzysową, która polegała na możliwości zwołania w ciągu 48 godzin Komitetu Politycznego bądź spotkania ministrów, jednak pierwsza próba zastosowania tego mechanizmu w obliczu wprowadzenia stanu wojennego w Polsce okazała się nieudana i dopiero po inwazji Izraela na Liban w czerwcu 1982 r. po raz pierwszy go uruchomiono.